# Prix Georges Dreux
Prix Georges Dreux är ett montélopp för sex-tioåriga hingstar, valacker och ston som äger rum i september på Hippodrome de Vincennes i Paris i Frankrike. Det är ett Grupp 3-lopp, man måste minst ha sprungit in 54 000 euro för att få starta.
Loppet rids över 2850 meter på stora banan på Vincennes, med voltstart. Den samlade prissumman är 90 000 euro, och 40 500 euro i första pris.

## Vinnare
| År   | Häst               | Efter            | Kusk               | Tränare              | Tid    |
| ---- | ------------------ | ---------------- | ------------------ | -------------------- | ------ |
| 2024 | Fulton             | Royal Dream      | Damien Bonne       | Jean-Michel Bazire   | 1'12"4 |
| 2023 | Granit Meslois     | Shadow d'Odyssee | Victor Saussaye    | Pierre Belloche      | 1'12"6 |
| 2022 | Granvillaise Bleue | Jag de Bellouet  | Camille Levesque   | Pierre Levesque      | 1'12"4 |
| 2021 | Boston Terrie      | Kesaco Phedo     | Alexandre Angot    | Melvin Kondritz      | 1'13"4 |
| 2020 | Chalimar de Guez   | Nahar de Beval   | Jean Yann Ricart   | Jean-Michel Bazire   | 1'12"0 |
| 2019 | Vertige de Chenu   | Lynx de Bellouet | Éric Raffin        | Jean-Michel Baudouin | 1'13"1 |
| 2018 | Caduceus des Baux  | Mark Speed       | Damien Bonne       | Marion Hue           | 1'13"1 |
| 2017 | Alienor de Godrel  | Orlando Vici     | Damien Bonne       | Franck Anne          | 1'13"6 |
| 2016 | Attentionally      | Jasmin de Flore  | David Thomain      | Paul Viel            | 1'13"1 |
| 2015 | Nene Degli Ulivi   | Uconn Roc        | Alexandre Abrivard | Vincent Lacroix      | 1'14"0 |
| 2014 | Sourire de Voutre  | Gazouillis       | Franck Nivard      | Franck Leblanc       | 1'14"0 |
| 2013 | Sourire de Voutre  | Gazouillis       | Éric Raffin        | Franck Leblanc       | 1'14"1 |
| 2012 | Riglorieux du Bois | Indy de Vive     | Alexandre Abrivard | Jean-Michel Bazire   | 1'14"1 |
| 2011 | Roi du Lupin       | Fleuron Perrine  | Anthony Barrier    | Jean-Paul Marmion    | 1'15"0 |
| 2010 | Plenty Pocket      | Ganymede         | Pierre Yves Verva  | Joel Van Eeckhaute   | 1'14"0 |
| 2009 | Or de Jade         | Sancho Panca     | David Thomain      | Joël Hallais         | 1'13"7 |
| 2008 | Malakite           | Vittel           | Pierre Yves Verva  | Guy Verva            | 1'13"9 |
| 2007 | Milia Pierji       | Viking's Way     | Pierre Yves Verva  | Patrice Lebouteiller | 1'14"1 |
| 2006 | Mage du Martellier | Chef du Chatelet | Franck Nivard      | Régis Perroteau      | 1'14"4 |